# Jove decadent
La Giovane decadente dopo il ballo (in catalano: Jove decadent. Després del ball) è un dipinto ad olio su tela del pittore catalano Ramón Casas, realizzato nel 1899 e conservato al Museo de Montserrat a Barcellona.
Chiara espressione del modernismo, il dipinto è il più rappresentativo del periodo decadente.

## Contesto

La musa di Casas compare per la prima volta in Fille dans una forrure (1891), di Touluse-Lautrec

### L'esposizione di Barcellona

Il dipinto sulla copertina della rivista "Pèl & Ploma", 1899

Ramon Casas presentò questo dipinto a Barcellona nel novembre 1899, in occasione di una mostra monografica dei suoi disegni originali e di alcuni dipinti a olio per la rivista “Pèl & Ploma”, oggi esposta nel Museu de Montserrat. Alla mostra, Casas espose una selezione di oltre trenta opere d'arte tra cui dipinti ad olio, disegni e poster, ma vi erano anche venticinque pregiate ceramiche dell'artista.

### Mademoiselle Boisguillaume
Il dipinto raffigura la modella parigina Madeleine Boisguillaume, allora ventiseienne, soggetto prediletto dal pittore.  Ella fu l'amante del pittore fino alla relazione di quest'ultimo con Júlia Peraire i Ricarte, iniziata nel 1905 e sposata nel 1922. 
La donna viene raffigurata in molteplici dipinti, ed è stata per questo paragonata una musa ispiratrice tale a «Saskia per Rembrandt, Aline per Raimundo de Madrazo o Gala per Dalí» dallo storico dell'arte Emiliano Cano.
Louise Hortense Boisguillaume, popolarmente conosciuta come Madeleine, nacque a Parigi nel 1873, figlia di un commerciante di tessuti e morì a Montoire nel 1944. La modella, prima di lavorare per Ramon Casas nel suo lavoro Madeleine creato al Moulin de la Galette di Parigi, aveva precedentemente esibito per lo stesso Casas e Santiago Rusiñol nell'inverno 1890-1891.
Viene infatti ritratta in opere quali Jalousie e Concurrent del Moulin de la Galette di Casas o in Als dello stesso Rusiñol. È interessante notare che, nonostante abbia svolto il ruolo di modella in numerose occasioni, il vero mestiere di Hortense era quello di sarta.
Grazie a Miquel Utrillo, sappiamo che Louise Hortense ha iniziato la sua carriera di modella con l'artista Henri de Toulouse-Lautrec, come dimostra la sua presenza nel dipinto La fille à la fourrure realizzato nel 1891. Il già citato Utrillo descrive la Madeleine degli anni Novanta come una donna di classe, che indossava sempre gonne e vestita spesso di rosso, mettendo in risalto il candore della sua pelle, l'oro dei suoi capelli e il suo atteggiamento ridente.

### Le donne di Casas

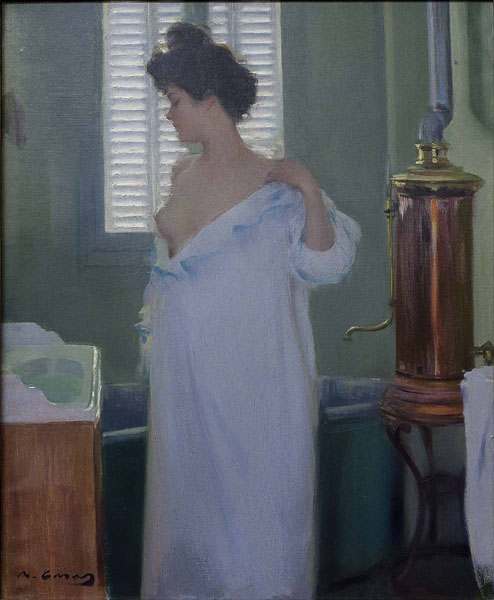
Il pittore prenderà le distanze da opere come Prima del bagno (1894) per la tinta erotica e poco conforme al moralismo cattolico dell'epoca.

Nell'ambito della ritrattistica, il prototipo ideale di donna per Ramon Casas è quello di donne cosmopolite, eleganti e sofisticate, lontane dalle prostitute e dalle cantanti di Toulouse-Lautrec.
Il pittore concepisce le donne come oggetti passivi, motivi di desiderio destinati unicamente al piacere agli uomini. Le sue scene più intime, contrariamente a quelle del contemporaneo Degas, sono abbastanza idealizzate e si sforza di esaltare la bellezza in scene che mostrano azioni della vita quotidiana, come ad esempio in Prima del bagno, realizzato dall'artista catalano anni prima, nel 1894. Sia in questo dipinto che in La Madeleine (anche conosciuta come Assídua al Moulin de la Galette) si evidenzia tutta la capacità tecnica dell'artista di presentare le donne in un'atmosfera misteriosa e quasi onirica, con un eccellente connubio degli elementi che le contornano.
Sebbene Casas sia sempre rimasto vicino agli interessi dell'élite dominante e sia stato raramente coinvolto in scandali, alcune delle sue innovazioni stilistiche presentate in Spagna con scene di nudità non sono state ben accolte: una tale rappresentazione era infatti estraneo all'austera Spagna cattolica dell'epoca. 
Opere come la Figura nua (1893) e Flores deshojadas (1894) furono respinte dalle mostre per le loro allusioni erotiche. Forse per questo motivo i ritratti di Casas si distinguono per la loro visione moralistica, distaccandosi dal naturalismo di Toulouse-Lautrec, che sceglie di dare maggiore visibilità alla prostituzione e alla corruzione morale della fine del secolo.

## Descrizione

### Soggetto

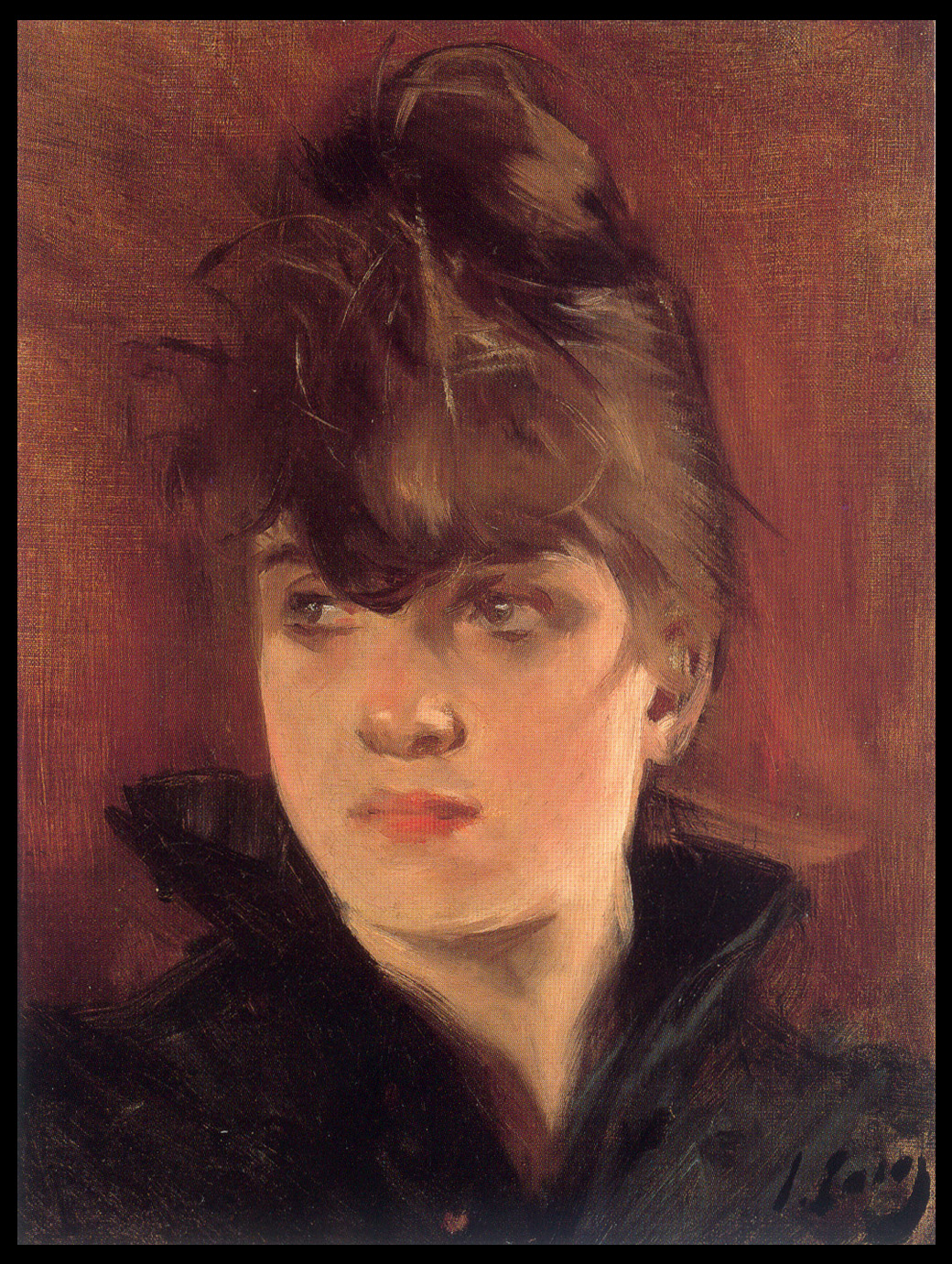
Madeleine de Boisguillaume, soggetto dell'opera, nel ritratto Assídua al Moulin de la Galette o La Madeleine (1891) che Ramon Casas dipinse durante un soggiorno a Parigi.

Il dipinto raffigura la modella parigina Madeleine Boisguillaume, allora ventiseienne, soggetto prediletto dal pittore.  Ella fu l'amante del pittore fino alla relazione di quest'ultimo con Júlia Peraire i Ricarte, iniziata nel 1905 sposata nel 1922. Questa è stata paragonata a «Saskia per Rembrandt, Aline per Raimundo de Madrazo o Gala per Dalí» dallo storico dell'arte Emiliano Cano.
La donna, stanca per l'aver ballato troppo, è sdraiata sul sofà. Indossa un lungo abito nero, con maniche che arrivano fino al polso e una gonna morbida che scende fino alle caviglie, lasciando così vedere le scarpe con fibbia, come di moda nell'epoca. 
A decoro del vestito vi è una sciarpa allacciata fino al collo con un grande fiocco anch'esso nero, di cui un lembo arriva a coprire la mano sinistra mentre l’altro scivola lateralmente fino a terra. I folti ricci, infine, sono acconciati in una pettinatura torreggiante.

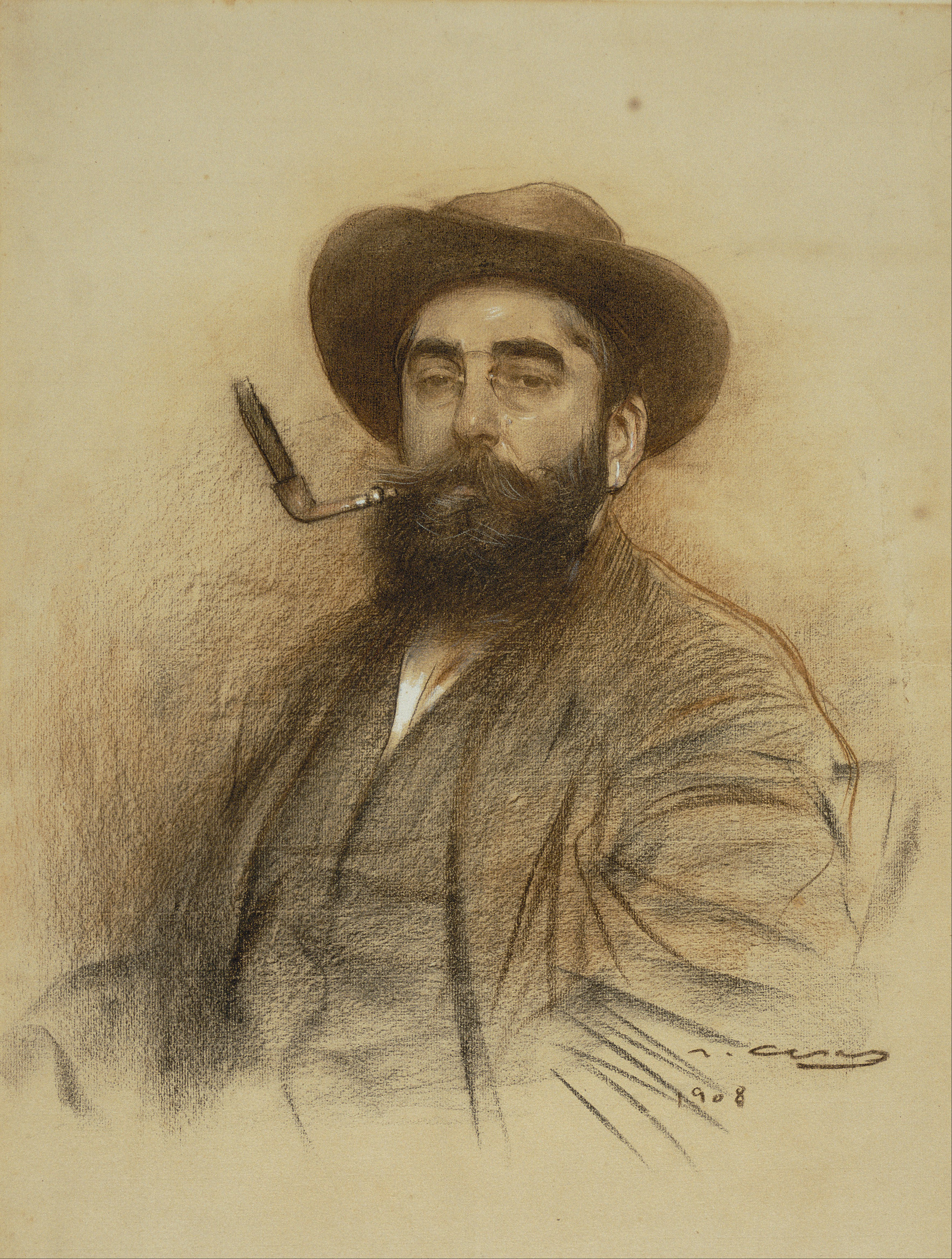
Il pittore aragonese Ramon Casas i Carbó (1886-1932), autore del dipinto.

Benché esausta, la modella non ha ancora intenzione di dormire, forse pensando agli accadimenti del giorno. Accanto ha un libro o un quaderno, forse un diario o un esempio di quella letteratura "moderna e sovversiva" che i giovani leggevano alla fin de siècle.
Con le sue pennellate, Casas sembra cristallizzare nel tempo la splendida figura della sua Boisguillaume, presentandola sia come musa al di fuori dallo spazio e dal tempo. 
Ma Ramon Casas è anche stato definito il "pittore della modernità" catalana: in molte delle sue opere ama rappresentare la quotidianità, la mondanità, la squisita decadenza delle donne del suo tempo, nonché dell'evoluzione del ruolo della donna che stava avvenendo nella società.
La giovane è il perfetto stereotipo dell'alta borghesia catalana dell'epoca: appare infatti di alta condizione sociale, stanca ed annoiata. Colta, a giudicare dal libro che sta leggendo, e rifacendosi alla visione di Casas anche emancipata, in quanto libera da ogni ingerenza di fratello o marito che sia.
Ciò si denota anche dalla sua postura sdraiata, apparendo quasi inghiottita dai cuscini senza alcuna preoccupazione per le convenzioni sociali, solitudine che trasmette anche un senso di intimità e vicinanza con il lettore.

## Interpretazione
Lo stile di Casas si distingue per il suo uso della tavolozza di colori prevalentemente freddi e il suo uso del chiaroscuro. Peculiare che, nonostante la già citata influenza del mondo di Montmartre, Toulouse-Lautrec e Degas, l'artista catalano non si allontani dalla visione morigerata e austera delle aspettative dell'alta borghesia e dalla tradizione pittorica.
La luce è radente, con un contrasto notevole tra la giovane molto illuminata e la parete molto in ombra: ciò a simboleggiare l'incomprensione del mondo verso il soggetto, ormai annoiato e non capito, che mostra la sua repulsione per il mondo con l'allontanamento della stessa società, rappresentata appunto dal libretto giallo.
Il nero dei vestiti ed il verde del divano sono colori oppressivi, che contrastano con il volto della giovane ed i colori accesi del libro e del tappeto.
I numerosi cuscini, nonché l'opulenza della giovane fanno pensare ad una solennità vetusta, la noia per un mondo con le sue blande convenzioni e contraddizioni.

### Rapporto con il modernismo
L'opera, chiaro esempio dell'art nouveau, si pone dunque in disaccordo con il simbolismo, affermatosi ormai da una decina di anni, e parziale armonia con il precedente movimento del realismo.
L'attenzione si pone quindi tutta sul soggetto, sul suo problematico rapporto con il mondo, diventando a pieno titolo il manifesto de facto del movimento decadente: lo sguardo della giovane è socchiuso o indefinito poiché sta porgendo l'attenzione a qualcosa che lo spettatore non può vedere, appunto segno della predilezione per il lato misterioso e onirico (la giovane si sta infatti riposando e vagheggiando la fuga dalla realtà in cui è confinata) piuttosto che quello scientifico e reale. 